# Tragacanthine
La tragacanthine est un polysaccharide ramifié composé d’unités arabino-galactanes. C'est un des principaux composants de la gomme adragante (E413), qui en contient entre 30 et 40%.